# Vincenzo Mastropirro
Vincenzo Mastropirro (Matera, 4 settembre 1960) è un flautista, compositore e poeta italiano.

## Biografia

### La formazione
Vincenzo Mastropirro è originario di Ruvo di Puglia in provincia di Bari
Si diploma in flauto al Conservatorio Niccolò Piccinni di Bari nel 1983.
Prosegue i suoi studi con grandi maestri della scena internazionale Peter-Lukas Graf, Angelo Persichilli, Trevor Wye, Michael Debost, Annamaria Morini, Ruggero Chiesa e si diploma in Musicologia e Pedagogia musicale alla Scuola Superiore di Fermo, approfondendo i suoi studi compositivi nelle tecniche del ‘900 con il compositore bresciano Antonio Giacometti.

### L'attività artistica in musica
Vincenzo Mastropirro ha vinto alcuni concorsi di musica da camera: 1º Premio al Concorso Internazionale di Stresa in duo con chitarra, il 1º Premio al Concorso Internazionale di Bardolino in trio con flauto, viola e chitarra, col Trio Giuliani ha vinto il 1º Premio al Concorso Internazionale di Mondovì, il 1º Premio al Concorso di Ercolano, 3º Premio al Concorso di Taranto.
Dal 1989 fonda con Giambattista Ciliberti e Antonino Maddonni il "Trio Mauro Giuliani", composto da flauto, clarinetto e chitarra, cimentandosi con un repertorio che va dal classico al contemporaneo, dalla contaminazione all'improvvisazione per importanti teatri e sale concertistiche in Italia e all'estero: Egitto, Francia, Inghilterra, Germania, Marocco, Spagna, Malta, Romania, Austria, Iraq, India, Grecia.
Dal 1993 suona in qualità di primo flauto con la "Banda di Ruvo", un progetto unico al mondo per via della sonorità mediterranea e per le tradizionali marce funebri della Settimana Santa note nel Sud Italia; con la stessa banda partecipa per diversi anni al Talos Festival Jazz di Ruvo di Puglia diretto da Pino Minafra e al Festival internazionale di musica contemporanea di Donaueschingen in Germania, dove viene inciso un doppio CD per la casa tedesca Enja.
Con la "Banda di Ruvo" suona in importanti teatri europei in Inghilterra, Francia, Austria, Germania, tra le altre nella prestigiosa Sala da Concerti " Philarmonia" di Berlino.
Di questa compagine musicale, hanno preso parte il leader Pino Minafra e solisti di fama internazionale quali: Willem Breuker, Bruno Tommaso, Michel Godard, Antonello Salis, Gianluigi Trovesi, Jean-Louis Matiner, Lucilla Galeazzi ed altri ospiti illustri.
Nel 1997 fonda il "Mastropirro Ermitage Ensemble", formazione aperta, atta a proporre nuovi progetti compositivi e in tal senso ha collaborato con i poeti Alda Merini, Vittorino Curci e Anna Maria Farabbi componendo musiche su loro liriche.
Vincenzo Mastropirro ha musicato alcune liriche di Alda Merini tratte da Ballate non pagate e il debutto avviene al Festival Internazionale sulle musiche possibili Time Zones 1997 al Teatro Kismet di Bari ed è inciso su CD edito dalla Phoenex Classics, in cui la stessa Alda Merini recita alcune delle sue stesse liriche.
La poetessa Anna Maria Farabbi scrive il testo per musica La bambina cieca e la rosa sonora che Mastropirro musica in otto quadri nel 2009.
Songs, è un lavoro su poesie di Vittorino Curci, in chiave contemporanea e jazzistica al quale prendono parte solisti di fama come Patrizia Nasini, Roberto Ottaviano, Gianni Coscia e lo stesso Vittorino Curci.
A Pasqua 2003, l'opera Mater Dolorosa (Stabat in nove quadri su laudi dialettali pugliesi) diventa un evento multimediale nel teatro-rudere Petruzzelli di Bari, in occasione del centenario della nascita dello stesso teatro.
Ha scritto brani per Giorgia Sylleou, Sakis Papadimitriou, Paolo Fresu e Alborada String Quartet e la Jazz Studio Orchestra.
Nel 2023 il Compositore Antonio Giacometti compone musica su 10 poesie di Vincenzo Mastropirro, lavoro in procinto di essere inciso e pubblicato su CD.
Nel giugno 2014 gli viene conferito il Premio della Cultura Arte e Spettacolo in onore “Sergio Nigri” Bisceglie 3ª edizione.
"Il Prof. Luigi Palmiotti in qualità di presidente e il consiglio direttivo dell'Archeoclub d'Italia sez. di Bisceglie hanno attribuito un attestato d'onore nella 3ª edizione 2014 Premio della Cultura Arte e Spettacolo in onore “Sergio Nigri” (flautista biscegliese di fama europea 1804/1839) a Vincenzo Mastropirro distintosi in campo Musicale/Artistico/Didattico"
Nel giugno 2023 gli viene conferito il Premio "Lucrezia Borgia" Bisceglie/Ferrara per meriti artistici.

### L'attività didattica
È attivo come didatta nella scuola di base da molti anni, insegnando flauto e musica d'insieme per piccole e grandi formazioni nei corsi ad indirizzo musicali S.M.I.S. Monterisi Bisceglie.
Ha vinto il primo premio al "Concorso nazionale Jacopone da Todi - Nuove musiche per la scuola" nell'edizione 2009 a Todi, come miglior composizione originale per orchestra con il pezzo Astortango e nel 2014 col pezzo Mostar.
Ha vinto il Primo Premio di composizione al Concorso Internazionale Wanda Landowska 2018 col brano Mostar per Trio da camera flauto, clarinetto, clavicembalo.

### L'attività in poesia
In poesia ha pubblicato diverse raccolte: Nudosceno (LietoColle, Faloppio 2007); Tretippe e Martidde / Questo e Quest’altro (G. PerroneLab, Roma 2009, ampliata e ripubblicata Tretippe e Martidde 2.0 con SECOP, Corato 2015); Poésìa sparse e sparpagghiote / Poesia sparsa e sparpagliata (CFR, Piateda 2013); Timbe-condra-Timbe / Tempo-contro-Tempo (puntoacapo editrice, Novi Ligure 2016); Notturni (Terre Sommerse Roma 2017); Sud..ario Passio Christi/Passio Hominis (SECOP ed. Corato Ba 2019); Pezzecatìdde / Briciole (Cofine ed. Roma 2019); Operette da sottoscala (Emersioni editore gruppo LIT Roma 2020). Sette voci in campo - Antologia sul calcio (La Vita Felice edizioni Milano 2021); Poesia dialettale oggi - Voci di Puglia - Antologia a cura di Francesco Granatiero con la direzione di Giovanni Tesio (Carabba edizioni 2024); Se mi conosci... (FaraEditore, Rimini 2024) Vincitore del Premio Faraexcelsior 2024.
Nel 2018, è invitato dall'Associazione Cacciatori d'Ombra di Fotografi professionisti, a scrivere Poesie in dialetto sul Lavoro fotografico APPIA - Work in progress, pubblicato in uno splendido libro fotografico che ritrae la Via Appia nell'ultimo tratto pugliese.
In poesia è regolarmente invitato a convegni e letture in diversi Festival di Poesia nazionali e compare in numerose Riviste, Antologie e Blog letterari. Ha collaborato con Alda Merini, Vittorino Curci ed Anna Maria Farabbi musicando i loro versi. Ha vinto e ricevuto oltre 40 riconoscimenti e premi letterari.
Compare in numerose Antologie e Blog letterari. Tra i numerosi premi letterari, gli è stato conferito il Premio Lerici Pea 2015 - Sezione poesia in dialetto «Paolo Bertolani»; Primo Premio Poesia Onesta 2016 Falconara Marittima (An); Premio Nazionale Galbiate (Lecco) 2018; Primo Premio “Giannone” Città di Ischitella 2019; Premio "Faraexcelsior" Rimini 2024; Premio "Arcipelago Itaca" Ancona 2024.

## Poesia
- Nudosceno - Ed. LietoColle 2007
- Tretippe e Martidde (Questo e Quest'altro) - Ed. PerroneLab nel dialetto di Ruvo di Puglia 2009
- AA. VV.  Pugliamondo, Edizioni Accademia di Terra d'Ootranto – NEOBAR 2010
- AA. VV. Guardando per terra - Voci della poesia contemporanea in dialetto a cura di Piero Marelli LietoColle 2011
- AA. VV. Materia prima 13 Poeti a cura di Letizia Leone – Giulio Perrone ed. Roma 2012
- Poèsìa sparse e sparpagghiote – Poesia sparsa e sparpagliata ed. CFR Piateda (So) 2013
- AA. VV. L'Italia a pezzi Antologia di poeti italiani in dialetto a cura di M. Cohen, V. Cuccaroni, G. Nava, R. Renzi, C. Sinicco – Ed. Gwynplaine Ancona 2014Con la     stessa voce – Antologia di poeti dialettali traduttori - Lietocolle     editore Faloppio (Co) 2015
- Con la     stessa voce – Antologia di poeti dialettali traduttori - Lietocolle     editore Faloppio (Co) 2015
- Tretippe e Martidde 2.0 – SECOP     edizioni Corato (Ba) 2015
- Timbe-condra-Timbe (Tempo -contro-Tempo) – puntoacapo editore Novi Ligure 2016
- Notturni – Terre Sommerse edizioni Roma  2017
- Sud…ario – con     disegni di Peppino Fioriello – SECOP ed. Corato (Ba) 2019
- Pezzecatidde (Briciole) –  Cofine ed. Roma 2019
- Operette da sottoscala –  Emersioni ed. gruppo LIT Roma 2020
- Sette voci in campo - Antologia sul calcio (La Vita  Felice edizioni Milano 2021)
- Poesia dialettale oggi - Voci di Puglia  - Antologia a cura di Francesco Granatiero con la direzione di Giovanni Tesio (Carabba edizioni 2024)
- Se mi conosci... - FaraEditore Rimini 2024

## Discografia

### Con il "Trio Giuliani"
- Prelude - Fonit Cetra (1990)
- Trame e Percorsi - Rugginenti (1995)
- Trio Giuliani - Bongiovanni (1995)
- Contaminazioni - Phoenix Classics(1999)
- Trio Giuliani - Warner Fonit(2004)
- In memoria di Pier Paolo Pasolini - Terre Sommerse (2009)
- Historia - Antologia di Francesco De Santis - FareLive (2017)

### Con la "Banda di Ruvo"
- Passione e morte - Musicaimmagine (1994)
- La Banda - Enja (1997)
- La Banda - Musica Sacra della Settimana Santa - Enja (2010)

### Con il "Mastropirro Ermitage Ensemble"
- Ballate su liriche di Alda Merini - Phoenix Classics (1999)Puglia Sound Classicalmusic
- Mater Dolorosa - Autoproduzione (2003)
- Dopo molto di te - con liriche 'di Giampiero Gelmi - Lietocolle (2007)
- Songs su liriche di Vittorino Curci - Terre Sommerse (2008)
- La bambina cieca e la rosa sonora - Libro/CD DVD Lietocolle (2010)
- Musica Lontana - Leo RecordsLondra (2011)
- Suite Voyage - Le tracce (2012)
- Mater Dolorosa - Digressione Music (ripubblicato) (2013)
- Fragmenta - 2 CD Production ASA (2014)

### Con altre collaborazioni
- Ning e Nang - di Antonio Dambrosio - Torre di Nebbia (2003)
- Puglia Sound Classical music - Compilation gruppi pugliesi (2013)
- Musica segreta - con Mauro Tiberi - Terre Sommerse (2016)

| Controllo di autorità | SBN UBOV549828 |